# Tricholepis
Tricholepis é um género botânico pertencente à família Asteraceae.
1. ↑  «Tricholepis». www.worldfloraonline.org. Consultado em 5 de julho de 2022